# Полет 6936 на „Каспиан Еърлайнс“
Полет 6936 на „Каспиан Еърлайнс“ e редовен вътрешен пътнически полет от летище „Техеран“, Техеран, до летище „Махшар“, Махшар, Иран, управляван от „Каспиан Еърлайнс“. На 27 януари 2020 г. самолетът „Макдонъл Дъглас MD-83“, който изпълнява полета, излиза от пистата при кацане в Махшар и спира върху магистралата Махшар – Сарбандар, на 170 м след края на пистата. Всички 135 пътници и 9 членове на екипажа на борда оцеляват, като само двама получават наранявания. Свидетели съобщават, че колесниците на самолета не са напълно спуснати и някои от тях се счупват при приземяването.
Окончателният доклад, публикуван на 1 септември 2020 г., разкрива, че инцидентът е причинен от нестабилен подход и поредица от грешки на екипажа, като висока скорост при кацане, лошо управление на ресурсите и неправилна преценка на ситуацията. Докладът разкрива и три други фактора: решението за зареждане на пет допълнителни тона гориво, което увеличава необходимото разстояние за кацане, решението на пилотите да кацнат на писта 13 въпреки попътния вятър и това, че вторият пилот не успява да поеме контрола над самолета и да предприеме правилните действия за минаване на втори кръг.
След публикуването на резултатите от разследването Иранският съвет за разследване на самолетни произшествия издава редица препоръки към Иранската организация за гражданска авиация, „Каспиан Еърлайнс“ и Иранската компания за летища и аеронавигация за промяна на обучението на пилотите и диспечерите.